# ККР-2
ККР-2 — советский прицепной двухрядный картофелеуборочный комбайн, созданный при участии ВИСХОМа и производившийся в 1954—1956 годах на Тульском комбайновом заводе. Агрегатируется с трактором ДТ-54.

1-лемехи, 2-элеватор основной, 3-элеватор каскадный, 4-элеватор подъёмный, 5-пневматические баллоны, 6-ботвоудвляющее устройство, 7-элеватор под грохотом, 8-горка, 9-переборочный транспортёр, 10-бункер.

ККР-2 имел серьёзные недостатки: имелись большие потери клубней, они часто повреждались и собирались в неудобные корзины, которые приходилось разгружать и погружать в грузовики вручную. Поэтому сначала комбайн модернизировали до ККР-2В, в котором клубни попадали в буксируемую комбайном тележку. Но такой способ выдачи клубней из комбайна тоже имел ряд недостатков, как то: большая величина тягового усилия уборочной машины, прерывистый характер работы в связи с необходимостью замены прицепов, дополнительные затраты времени на сцепку и расцепку в поле, снижающие производительность комбайна и использование спехщальных прицепов. ККР-2 попытались снова модернизировать, но в конце концов он и КОК-2 были быстро вытеснены более совершенными комбайнами К-3 и КГП-2.

## Технические характеристики
- Прямоточный, двухрядный
- Потребляемая мощность — 28 л.с.
- Длина — 9900 мм
- Ширина — 3130 мм
- Высота — 2500 мм
- Кол-во пневмоколёс — 3
- Подкапывающие лемехи
  - Кол-во секций — 3
  - Форма — плоские
- Элеватор
  - Длина — 1290 мм
  - Ширина — 575 мм
  - Скорость — 1,83 м/с
- Ботвоудаляющее устройство
  - Длина — 300 мм
  - Ширина — 1200 мм
  - Скорость — 2,33 м/с
- Кол-во пар пневматических баллонов, разрушающих комки — 1
  - Длина — 1200 мм
  - Диаметр — 320 мм
  - Окружная скорость — 1,82 м/с
- Переборочный транспортёр
  - Длина — 1850 мм
  - Ширина — 1200 мм
  - Скорость — 0,44 м/с